# Homo rhodesiensis
Homo rhodesiensis es una especie de homínido fósil del género Homo, hallado por primera vez en 1921 en la localidad llamada por los ingleses Broken Hill, actualmente Kabwe, en Zambia (antigua Rhodesia del Norte por lo que se denominó Hombre de Rhodesia). Se considera que vivió solamente en África, desde hace 600 000 hasta 160 000 años antes del presente, durante el Chibaniense (Pleistoceno medio). Se ha estimado que el cráneo de Kabwe data de 299 ± 25 miles de años antes del presente.

## Cráneos
La capacidad neurocraneal del Homo rhodesiensis era relativamente alta, entre 1280 y 1325 cm³. Un cráneo que podría ser el más antiguo de esta especie, hallado en Bodo, Etiopía, datado en 630 000 años antes del presente, tenía una capacidad endocraneana de 1250 cm³. Otros fósiles con características morfológicamente similares han sido encontrados en Sudáfrica (Hombre de Saldanha), Tanzania, Marruecos y Argelia.

## Relaciones y debate
Morfológicamente conserva ciertos rasgos antiguos comunes a Homo erectus, Homo ergaster y Homo antecessor, tiene otros que han permitido relacionarlo con Homo heidelbergensis y Homo neanderthalensis, pero además presenta rasgos que apuntan hacia el Homo sapiens. Por tales características intermedias ha sido comparado con el Hombre de Petralona. 
Phillip Rightmire (1998) considera que los fósiles africanos del Pleistoceno medio, deben ser incluidos dentro de la especie Homo heidelbergensis, de la que por tanto descenderían tanto los neandertales como H. sapiens. Por su parte, el paleoantropólogo francés Jean-Jacques Hublin (2001), supuso que Homo rhodesiensis es una especie precursora del Hombre de Neanderthal, que no tuvo que ver en la filogénesis del H. sapiens. Pero, según Tim White (2003), es muy probable que H. rhodesiensis sea antepasado de Homo sapiens idaltu.

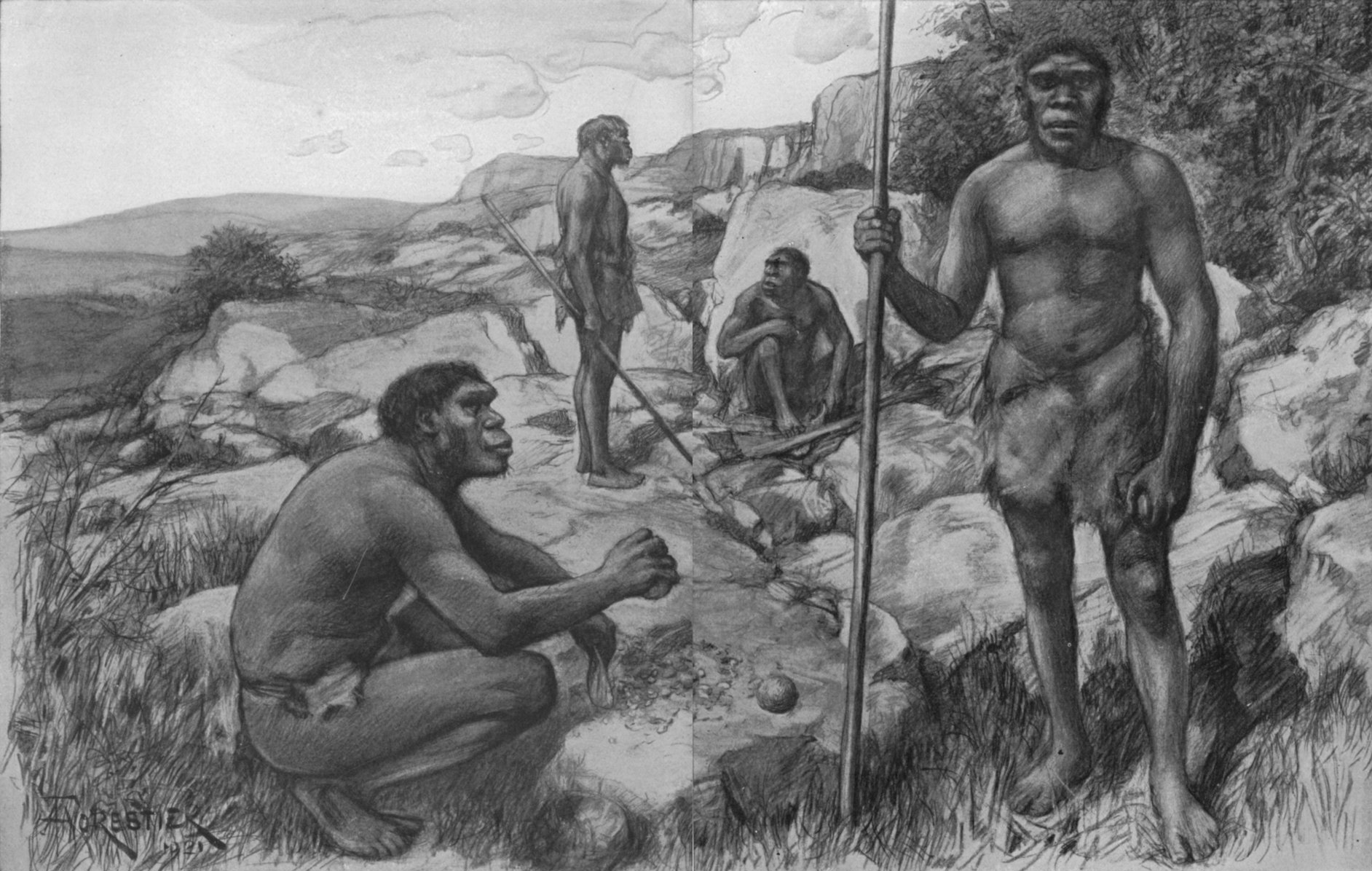
Reconstrucción de H. rhodesiensis de 1922, por Amédée Forestier.

Manzi (2004) también considera que identificar una sola especie entre Homo erectus y Homo sapiens, resulta una simplificación excesiva y oscurece la decisiva presencia de linajes separados en escalas macro-regionales. Desde hace años científicos como Koenigswald (1971) habían propuesto clasificar los hallazgos de Europa y África en una línea preneanderthal y una línea presapiens, respectivamente. El estudio de los haplogrupos humanos del ADN mitocondrial y del cromosoma Y, ha demostrado que todos los humanos actuales provienen de África. Por consiguiente, a pesar de los parecidos, los fósiles africanos del Pleistoceno medio pertenecen a una línea evolutiva propia y forman un grupo separado de la línea evolutiva europea. Para designar esas poblaciones africanas en la línea de H. sapiens se justificaría emplear entonces la denominación de Homo rhodesiensis como una especie diferenciada (Arsuaga et al., 1999; Bermúdez de Castro et al., 2003).
Finalmente, algunos expertos separan otro clado en una especie más reciente, Homo helmei, o al menos en un grupo diferenciado. Rightmire (2009) clasificó los fósiles africanos de Bodo, Elandsfontein, Ndutu, Omo 2 y el de cráneo de Kabwe en un grupo diferenciado de otro al que antecede, del que formaría parte el cráneo de Florisbad, junto con LH 18 (Ngaloba, en Laetoli), KNM-ER 3884 y Omo 1, grupo este último, que representaría la población antecedente inmediata de los primeros H. sapiens y que coincide con el grupo del propuesto H. helmei, que para Sally McBrearty y Alison Brooks (2002) se relaciona con la última etapa de la paulatina aparición en África, del moderno comportamiento humano; y para Robert Foley y Martha Mirazón Lahr (1997) se asocia con la aparición de la tecnología que difundió H. sapiens.
Homo rhodesiensis ahora se considera, por la mayoría, como un sinónimo de Homo heidelbergensis, o posiblemente una subespecie africana de Homo heidelbergensis sensu lato  entendida como una especie polimórfica dispersa en África y Eurasia con un rango que abarca el Pleistoceno medio (c. 0,8–0,12 Ma). También se han propuesto otras denominaciones, como Homo sapiens arcaicus[cita requerida] y Homo sapiens rhodesiensis.[cita requerida] White et al. (2003) sugirió al Hombre de Rhodesia como ancestro del Homo sapiens idaltu (Hombre de Herto).[cita requerida]
A menudo se ha propuesto la derivación de Homo sapiens a partir de Homo rhodesiensis, pero se ve oscurecida por una laguna del registro fósil humano durante 400–260 ka.[cita requerida]
En 2021 los investigadores Mirjana Roksandic, Predrag Radović, Xiu-Jie Wu y Christopher J. Bae propusieron cambiar el nombre de la especie por Homo bodoensis, argumentando que se encuentra mal definido y ser utiliza de forma variable; así como por estar asociado al bagaje sociopolítico del Imperio Británico, rememorando al magnate minero y primer ministro de la Colonia del Cabo Cecil Rhodes, al igual que al territorio colonial de Rhodesia. Sin embargo, las normas del Código Internacional de Nomenclatura Zoológica indican que «el nombre valido de un taxón es el nombre disponible mas antiguo que se aplique», por lo que Homo rhodesiensis se mantendría al haberse acuñado en 1921, mientras que el nombre H. bodonesis es un sinónimo más moderno. Otro sinónimo más moderno es Homo saldanensis, nombre propuesto en 1955 por Matthew Robertson Drennan que tuvo como base el cráneo SAM-PQ-EH 1 de  Elandsfontein, Hopefield (Sudáfrica).

## Principales yacimientos

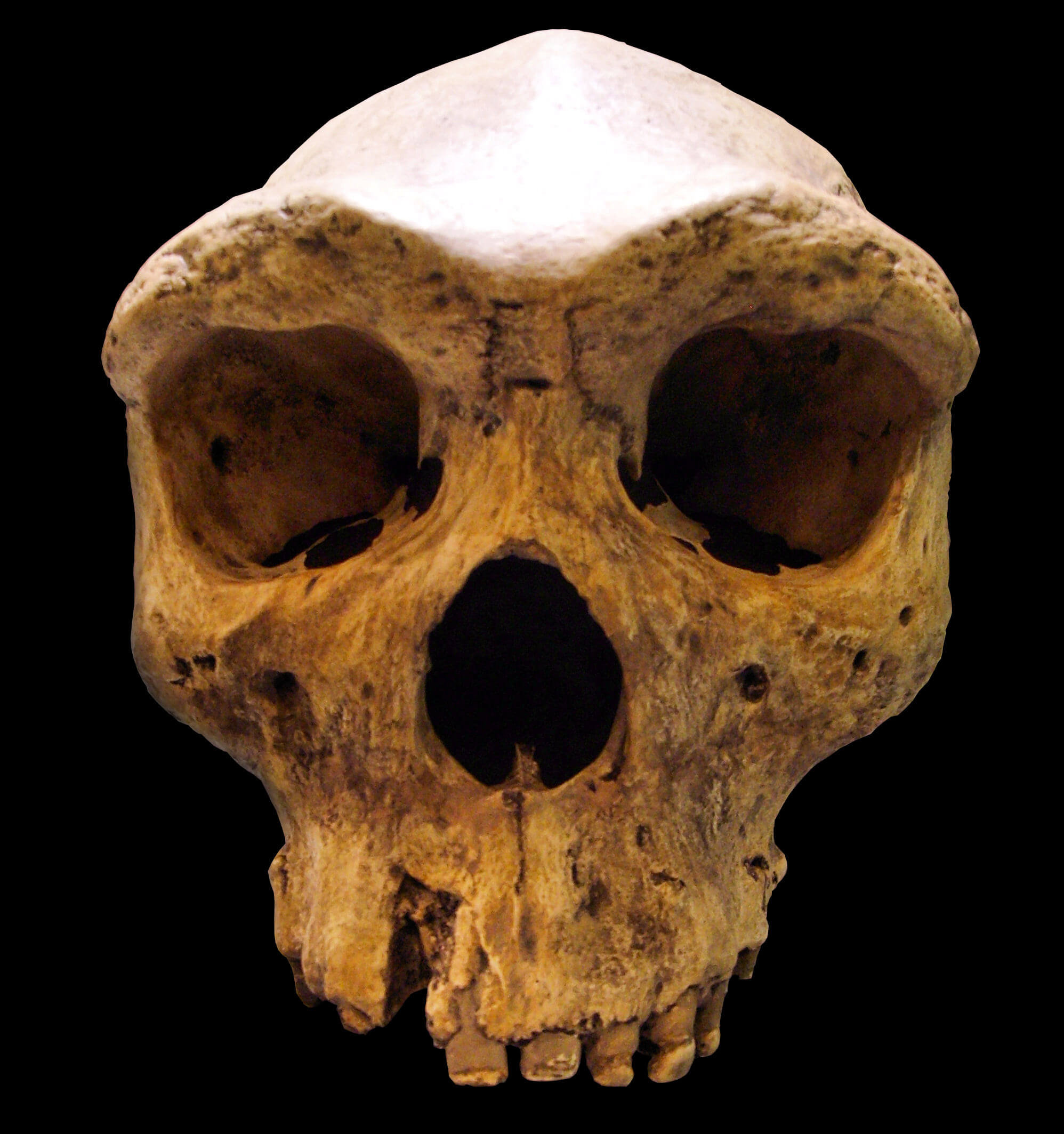
Vista frontal de una réplica del cráneo Broken Hill 1.

Se considera, o se ha considerado en algún momento, que podrían pertenecer a la especie H. rhodesiensis los restos de los siguientes yacimientos o los fósiles que se indican a continuación:
Marruecos
- Dar-es-Soltane
- Salé
- Hombre de Rabat
- Canteras Thomas
- Djebel Irhoud
- Sidi Aberrahaman

Etiopía
- Hombre de Bodo
- Hombre de Gawis

Tanzania
- Eyasi
- Ndutu

Zambia
- Kabwe: Broken Hill 1

Sudáfrica
- Hopefield: Hombre de Saldanha
- Elandsfontein